# Thielbek
Le Thielbek est un cargo de 2 815 tonneaux coulé avec le Cap Arcona et le Deutschland IV par la RAF le 3 mai 1945 dans la baie de Lübeck avec une perte de 2 750 vies. Les victimes étaient des déportés provenant de Dora et Neuengamme.
En 1949, le navire, d’où 49 corps furent enfin retirés puis envoyés au cimetière de Lübeck, fut renfloué, réparé, puis repris le service sous le nom de Reinbek. En 1961, la compagnie Knöhr & Burchard, qui le faisait naviguer sous pavillon panaméen, le vendit. Il fut démonté en 1974 dans le chantier naval de Split.

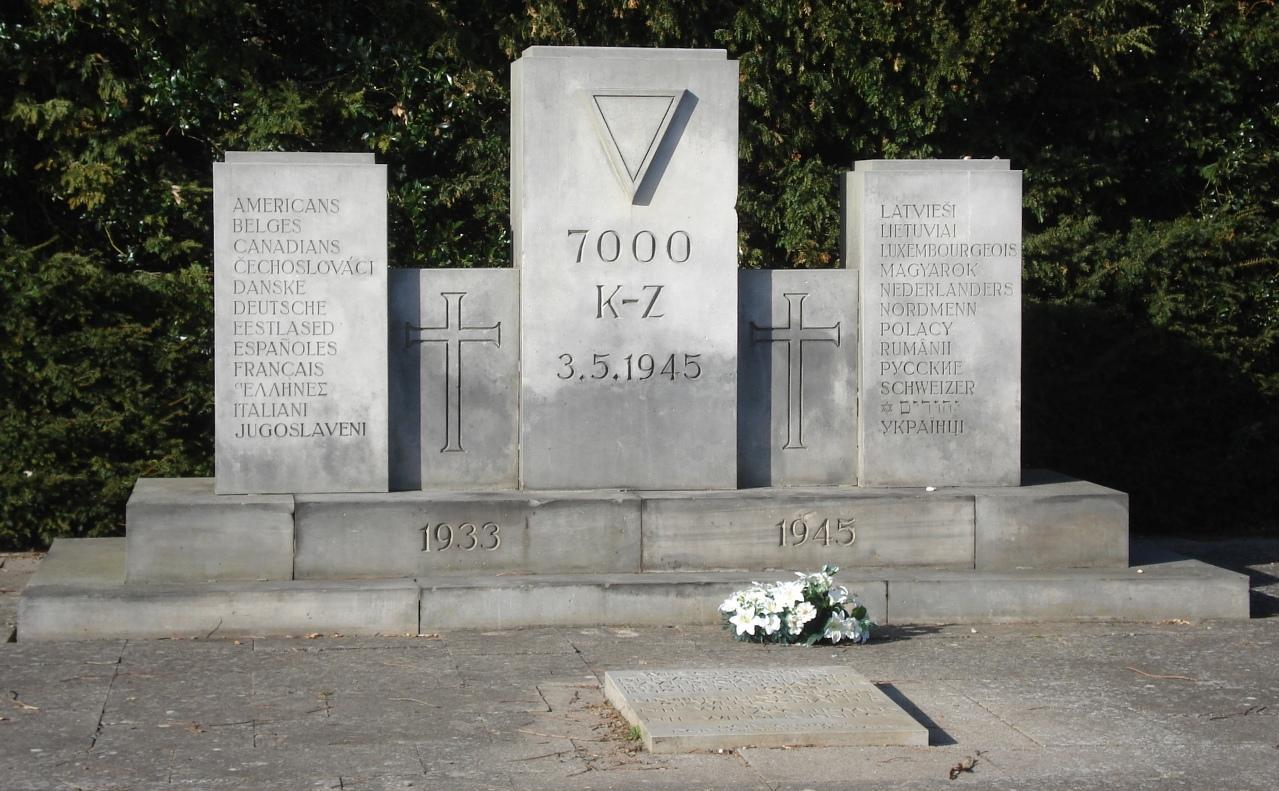
Mémorial des victimes du Cap Arcona, du Deutschland et du Thielbek à Neustadt (Holstein).

Son nom provient du Thielbek, un affluent disparu de l'Elbe à Hambourg.